# Korps Politietroepen
Het Korps Politietroepen was een vooroorlogs Nederlands militair politiekorps, waarvan de grensbewaking hoofdtaak werd. 
Het korps nam een eigen plaats in naast het eerder enige Nederlandse militaire politiekorps, de Koninklijke Marechaussee.
Beiden korpsen vielen onder de verantwoordelijkheid van de minister van Defensie.
Het korps werd ingesteld in 1919, nadat het neutrale Nederland na afloop van WO1  werd overspoeld door militairen van allerlei nationaliteit en militair toezicht tekort kwam. 
De toenmalige leiding van de Koninklijke Marechaussee verzette tegen uitbreiding van het eigen korps met ongetrainde en minder capabele adspiranten. Het conflict tussen de Inspecteur van de Koninklijke Marechaussee, G.A. van Haeften en minister van Defensie Heemskerk mondde uit in een compromis: de oprichting van het zelfstandige 'Korps Politietroepen

## Kazerne Willem III in fort Nieuwersluis
In kazerne Willem III was vanaf 1922 tot de 1940 de opleidingsschool van het korps Politietroepen gevestigd. Na de bevrijding kreeg de kazerne de bestemming van militaire strafgevangenis.